# 6653 Feininger
6653 Feininger este un asteroid din centura principală de asteroizi.

## Descriere
6653 Feininger este un asteroid din centura principală de asteroizi. A fost descoperit pe 10 decembrie 1991 la Tautenburg de Freimut Börngen. Asteroidul prezintă o orbită caracterizată de o semiaxă mare de 2,91 ua, o excentricitate de 0,08 și o înclinație de 2,0° în raport cu ecliptica.